# جون إدوارد فليتشير
جون إدوارد فليتشير (بالإنجليزية: John Edward Fletcher)‏ هو ببليوجرافي ‏ بريطاني، ولد في 18 يناير 1940، وتوفي في 2 يونيو 1992.